# Кризис на Чешском телевидении
Кризис на Чешском телевидении (чеш. Krize v České televizi) — конфликт, разгоревшийся на Чешском телевидении в конце 2000 года и продолжавшийся до января 2001 года (активная фаза с 24 декабря 2000 по 9 января 2001). В ходе кризиса новоиспечённый генеральный директор Иржи Годач попытался приватизировать общественное телевидение, вследствие чего уволил ряд сотрудников и запретил выпуск в эфир ряда телепрограмм.
Кризис был вызван сменой руководства на телевидении: отставкой прежнего независимого руководителя Душана Хмеличека и пришествию к власти Иржи Годача, который начал агитацию на Чешском телевидении за Гражданскую демократическую партию и её лидера, будущего президента Чехии Вацлава Клауса, и не выпускал в эфир программы журналистов, не поддерживавших политический курс Годача, а некоторые из них были и вовсе уволены по странным мотивам (например, за «неправильные вопросы», задававшиеся в ток-шоу).
С 24 декабря 2000 выпуски новостей выходили с участием ставленницы Годача Яны Бобошиковой. Журналисты, которых Годач уволил по причине несогласия с официальной политикой Чешского телевидения, отказались покидать здание и оккупировали студию новостей. В ответ на это Годач фактически отключил Первый и Второй телеканалы Чешского телевидения, а все последовавшие попытки выхода в эфир журналистов прерывались сообщением о технических неполадках. Впрочем, в Чехии в ряде домов удалось перенастроить телеприёмники так, чтобы можно было смотреть телепередачи как с «Бобовидения» (презрительное название телепередач с участием Бобошиковой), так и передачи впавших в немилость журналистов.
На стороне протестующих выступили ряд политиков и даже действовавший президент Вацлав Гавел. В итоге кризис разрешился только после отставки Годача и всех его людей, а его место занял Иржи Балвин. Протест стал крупнейшим в истории Чехии со времён Бархатной революции.

## Предыстория

### Смена руководства
Началом кризиса послужило обращение Совета Чешского телевидения с призывом уволить с должности генерального директора Душана Хмеличека. По версии журналистов, Совету не нравилась независимая политическая позиция Хмеличека. 17 декабря 2000 более 40 представителей различных организаций подписали петицию к Совету ЧТ с целью не увольнять Хмеличека и лозунгом «Чешское телевидение — общественное дело» (чеш. Česká televize — věc veřejná).

### Новый руководитель
Иржи Годач (чеш. Jiří Hodač), известный также как Джордж Годач (англ. George Hodač), родился 3 марта 1947. Учился в Карловом университете на факультете журналистики, который окончил в 1972 году. В 1980 году эмигрировал из Чехословакии в Австралию, где работал в Мельбурне. После Бархатной революции перебрался в Лондон, где работал в чешской службе Би-би-си до весны 2000 года и стал её самым известным голосом.

## Хронология событий
- 20 декабря 2000 Совет Чешского телевидения из 9 человек избрал на должность генерального директора Иржи Годача. Кандидатуру Годача поддержали 7 человек (в Совете тогда были семь человек из Чешской социал-демократической партии и Гражданской демократической партии и ещё два из правоцентристских партий)[3]. Решение вызвало недовольство ряда журналистов, которые сформировали Кризисный комитет (чеш. Krizový výbor) в знак протеста против решения Совета ЧТ, о чём было сообщено в новостных программах «Večerník» и «Událostí». Годач был известен как агитатор Гражданской общественной партии Вацлава Клауса.
- 21 декабря 2000 Кризисный комитет потребовал от Годача немедленно отказаться от возложения на себя полномочий генерального директора и подать в отставку.
- 22 декабря 2000 Годач, проигнорировав требования журналистов, начал официальную деятельность в качестве главы Чешского телевидения. Комитет, в свою очередь, заявил, что не признаёт результаты выборов, считает их процедуру непрозрачной и непрофессиональной.
- 23 декабря 2000 Кризисный комитет журналистов Чешского телевидения выступил с заявлением, которое получило название «Две тысячи слов в 2000 году» и содержало призывы уволить Годача и распустить Совет. В заявлении говорилось следующее:

Во время выборов и назначения, совершённых недавно Советом Чешского телевидения весной 2000 года, был нарушен Закон о Чешском телевидении. Действующий Совет был сформирован таким образом, чтобы поддерживать не все политические партии, участвовавшие в выборах 1998 года, а лишь по соглашению с Чешской социал-демократической и Гражданской демократической партиями. В последнее время политические партии считают своё влияние на Чешское телевидение «нормальным».
Оригинальный текст (чешск.)Při volbě či spíše jmenování poslední Rady ČT na jaře 2000 došlo k porušení zákona o ČT. Současná Rada ČT vznikla tak, že do ní poslaly své zástupce politické strany dle výsledků voleb v roce 1998 a ve shodě s opoziční smlouvou ČSSD a ODS. V poslední době považují politické strany svůj vliv na ČT za «normální».

Ответным шагом Годача стало назначение на должность главного редактора новостей Яны Бобошиковой, бывшей ведущей программы «21». В 1999 году Бобошикова некоторое время работала советником при Вацлаве Клаусе, тогда ещё главе Палаты депутатов. Её фотографии с Клаусом, который был ещё и главой Гражданской демократической партии, появившиеся на официальном сайте Клауса, использовались оппозиционерами как доказательство сотрудничества партии с Чешским телевидением. Сотрудники отдела новостей выступили против кандидатуры Бобошиковой, основываясь на подобном компромате.
- В ночь с 23 на 24 декабря 2000 Годач немедленно приказал запретить доступ журналистам к Кавчи-горам[6]. В тот же день по стране начали собирать петиции в защиту журналистов, а также проводить митинги в их поддержку[2].
- 24 декабря 2000 команда Яны Бобошиковой, составленная из внешних журналистов, начала вещание благодаря спутниковому сигналу, номинально шедшему со спутника для TV Nova. Вещание новостной программы «Událostí» велось из резервной студии. Оригинальные программы с Кавчи-гор могли быть доступны только обладателям кабельного или спутникового телевидения. Фактически появились две версии Первого телеканала Чешского телевидения, и официальная версия презрительно стала называться «Бобовидением» в честь Бобошиковой[3].
- 25 декабря 2000 Бобошикова безуспешно попыталась перевести часть редакторов отдела новостей на другую должность, а в редакции побывала группа депутатов и сенаторов во главе с Петрой Бузковой и Яном Румлем.
- 26 декабря 2000 протестующие журналисты, не признавшие Бобошикову как своего руководителя, заблокировались в своих студиях, хотя Бобошикова попыталась их уволить. Решением об увольнении были возмущены многие общественные деятели, хотя по трудовому законодательству Бобошикова имела на это полное право. Среди высказавших недовольство был Михал Вивег. Тем временем Годач не только не задумался об уходе, но и потребовал от министра культуры Павла Достала подать в отставку. Журналисты, которые побоялись не только увольнения, но и расправы со стороны Годача, вынуждены были ночевать в здании: их морально поддерживали чешские политики, которые в знак солидарности с протестующими также переночевали в здании. Среди них были Иван Пилип и Ян Румль.
- 27 декабря 2000 Годач отключил Первый телеканал Чешского телевидения[7], а вскоре за ним последовало и отключение Второго телеканала. Зрители могли видеть на чёрном фоне белый текст следующего содержания:

Генеральный директор ЧТ Иржи Годач обратился к Совету Чешской Республики по радио и телевещанию с просьбой определить, какая из программ вещания Чешского телевидения допустима в соответствии с Законом о Чешском телевидении, а какая незаконна. До решения Совета ЧТ будет показывать это заявление в рамках вещания.
Оригинальный текст (чешск.)Generální ředitel ČT Jiří Hodač se obrátil na Radu České republiky pro rozhlasové a televizní vysílání se žádostí o rozhodnutí, který program ČT je legálním a autorizovaným programem v souladu se zákonem o České televizi a který nikoliv. Do rozhodnutí rady vysílá ČT jako svůj program toto sdělení.

Косвенной причиной такого решения стал ряд нарушений рекламных контрактов на суммы в миллионы чешских крон: за одно такое нарушение ЧТ было оштрафовано аж на 2 миллиона чешских крон. Тем временем масштабы кризиса расширялись и охватили всю страну: количество подписей петиций в поддержку журналистов превысило 200 тысяч.
- 30 декабря 2000 Годач назначил новых членов руководства в финансовом, рекламном и техническом отделах. В тот же день финансовый директор TV Nova Владимир Железны прокомментировал кризис и поддержал Иржи Годача.
- 1 января 2001 в защиту журналистов высказался Синдикат журналистов Чешской Республики, а их поддержала и Международная федерация журналистов во главе с Эйданом Уайтом.
- 2 января 2001 о ситуации на Чешском телевидении доложили главе Европейской комиссии Романо Проди. В тот же день Иржи Годач направил открытое письмо персоналу ЧТ с призывом уважать решение Совета и самого избранного гендиректора, намекнув, что у рядовых журналистов нет полномочий выбирать руководителя Чешского телевидения. Параллельно лидеры четырёх политических партий попытались разрешить мирным способом конфликт путём договорённостей о принятии нового закона, но их попытка в итоге не увенчалась успехом[9].
- 3 января 2001 Сенат принял резолюцию, в которой призвал к отставке Иржи Годача. В Совете ЧТ ответили, что только Совет имеет право принимать решение о снятии с должности гендиректора.
- 4 января 2001 Иржи Годач был госпитализирован с обмороком и остался в больнице до 8 января, а его обязанности исполняла Вера Вальтерова.
- 8 января 2001 была снята блокада со здания на Кавчи-горах.
- 11 января 2001 Иржи Годач, чьё здоровье было подорвано произошедшими событиями, объявил о сложении полномочий, а Вера Вальтерова была назначена его временной преемницей. Главное требование бастующих журналистов было удовлетворено, однако те потребовали, чтобы все лояльные Годачу журналисты оставили свои должности[10]. В тот же день в парламенте спешно начали принимать поправки к новому закону о телевидении.

## Последствия
Кризис фактически разрешился с отставкой Годача, и тем самым, по словам журналистов, была предотвращена попытка захвата общественного телевидения и его приватизации. Правопреемником Годача стал Иржи Балвин, избранный тайным голосованием 9 февраля 2001. Противники Годача продолжают работать на Чешском телевидении и сейчас, а его главная сторонница, Яна Бобошикова, в знак протеста ушла на TV Nova.
Вскоре, 12 и 13 января были приняты решения о роспуске Совета ЧТ и утверждения поправок к Закону о Чешском телевидении. Совет был расширен с 9 до 15 человек, куда вошли и деятели неправительственных организаций.